# 焰 (绘画)
《焰》（日语：／）是日本画师上村松圆的画作。该作品受《源氏物语》中的《葵》卷启发，以能剧《葵上》中的角色六条御息所为灵感，描绘了一位因嫉妒之火化为生灵的女性。这幅画创作于1918年，曾在文部省美术展上展出，后被东京国立博物馆收藏。在擅长描绘纯洁美丽女性的上村正园的作品中，这幅作品被她本人视为“唯一凄绝之作”。这幅作品描绘了一位充满执念的女性形象，使其被称为“独特的杰作”。

## 内容

### 人物
根据上村松园本人所述，这幅作品受《源氏物语》中《葵》卷的启发，描绘了能乐《葵上》中六条御息所的形象，展现了“中年女性的嫉妒之火”。画中描绘了一位身着和服、黑发丰盈的女子，她一边咬着一绺头发，一边回头凝视观者。女子微微低头弓着背，脸色苍白，并且涂有黑齿。女子的衣裾和腿部被作了模糊处理，表明这名女子并非凡人而是生灵。在她的脸部和头发部分，画家也大量运用了模糊技法。
画作中的眼睛部分是通过在绢本的背面施加金色颜料的方式涂进行上色。这是上村松园从自己的能乐老师金刚岩那里得知能面“泥眼”是在眼睛部分使用了金泥，因此将这一技法融入了自己的作品。

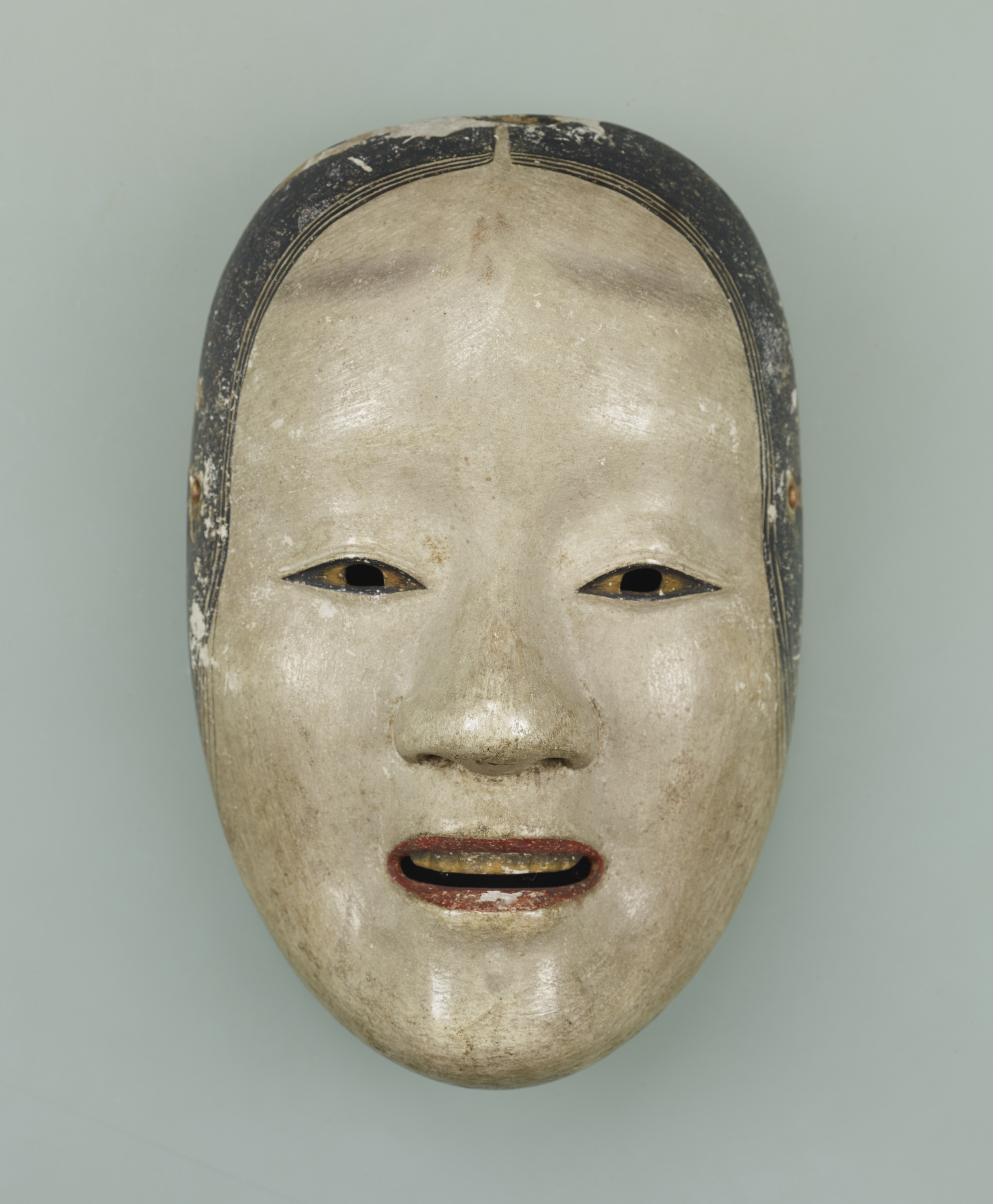
在能乐剧目《葵上》与《铁轮》中，主角（前シテ）所佩戴的“泥眼”面具

据说这幅画比起能乐《葵上》中暴力的六条御息所，更让人联想到《源氏物语》中那位充满智慧与气质的六条御息所，描绘了这样一位知性女性在嫉妒中挣扎与苦恼的样子。

### 服饰
画作中的服装并非完全出自《源氏物语》时代，而是带有桃山时代风格。这被认为可能是基于画面效果的考虑，使用带有大而华丽图案的和服在画面上会更有效果。此外还有人指出，通过描绘不同时代的服装，作者有意将画作从特定的故事或时代限制中解脱出来。画作中和服上使用的蜘蛛网图案源于最初构思时，题材为与《葵上》不同的能剧《铁轮》。蜘蛛网图案是用银泥和胡粉绘制的，原本是银色的部分由于劣化已经变黑。和服上的紫藤花图案也是紫色和黄色的，黄色的花朵和叶子使用了金色的涂料采用了紫色和黄色，黄色的花朵和叶子也使用了金泥。紫藤花的图案似乎象征着“尊严和理性”，但另一方面，摇曳的花簇也象征着心灵动荡，代表“美丽却邪恶的象征”。因此，视角不同，紫藤花图案可能呈现出优雅或恐怖的形象，这取决于观者、观赏的年代或所处的情境，带来多种不同的印象。

### 关于画作整体
这幅作品是用彩色绘制在绢本上的，纵向尺寸为190.9厘米，横向宽度为91.8厘米。作者通过几乎不使用直线，仅用扭曲的曲线来构成，表现了强烈的情感。背景和上村松园的其他代表作一样是无底色的，但带有如云般的浓淡，这种处理增加了作品的不安氛围。画上有一个“松园女”的落款，“松”字采用右肩下垂的木字旁，另有一个43毫米×45毫米的大印章盖在画上，这枚印章在《焰》之后未见作者再次使用。

## 背景

### 绘制前

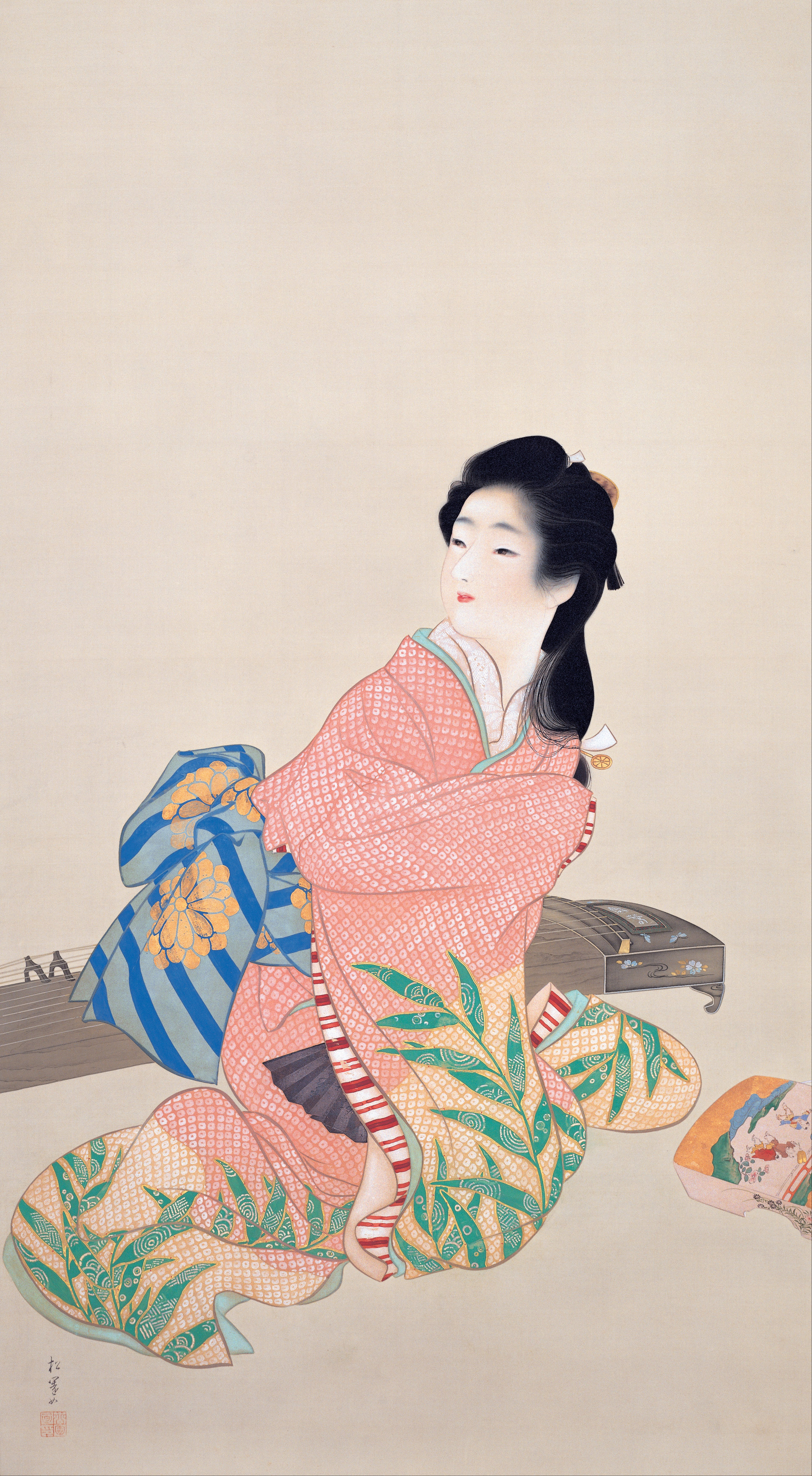
1914年松园创作的《娘深雪》（娘深雪）。此作展现了松园当时擅长的清丽女性描绘风格。

上村松园自1914年左右开始以能乐为主题进行绘画创作，1915年以《花筐》为题材创作了《花筐》（花がたみ）。该作品虽参展第9届文部省美术展览会，但当时专设仅陈列美人画的“美人画室”，其中展出的取材于当代风俗的香艳美人画类型受到评论界较低评价。以上村松园为代表的女性画家成为此类美人画批判的焦点，美人画室逐渐演变成象征社会对女性画家及其擅长领域——美人画之歧视的存在。尽管《花筐》未在该展室展出，此后松园在参加文部省美术展览会时，对涉及现代风俗题材的创作开始保持审慎态度。
另一方面，松园虽始终执着于以女性画家的视角表现女性内心世界，但其擅长的清丽婉约女性形象因过于古典化、缺乏现代真实感与创新性而遭受批评，由此陷入创作低谷。彼时村上华岳、土田麦仙等新锐画家在京都创立国画创作协会，相较此类新风潮，松园的作品被视作缺乏趣味性。自1917年夏起，松园罹患神经衰弱，导致其未能参加该年度文部省美术展览会。

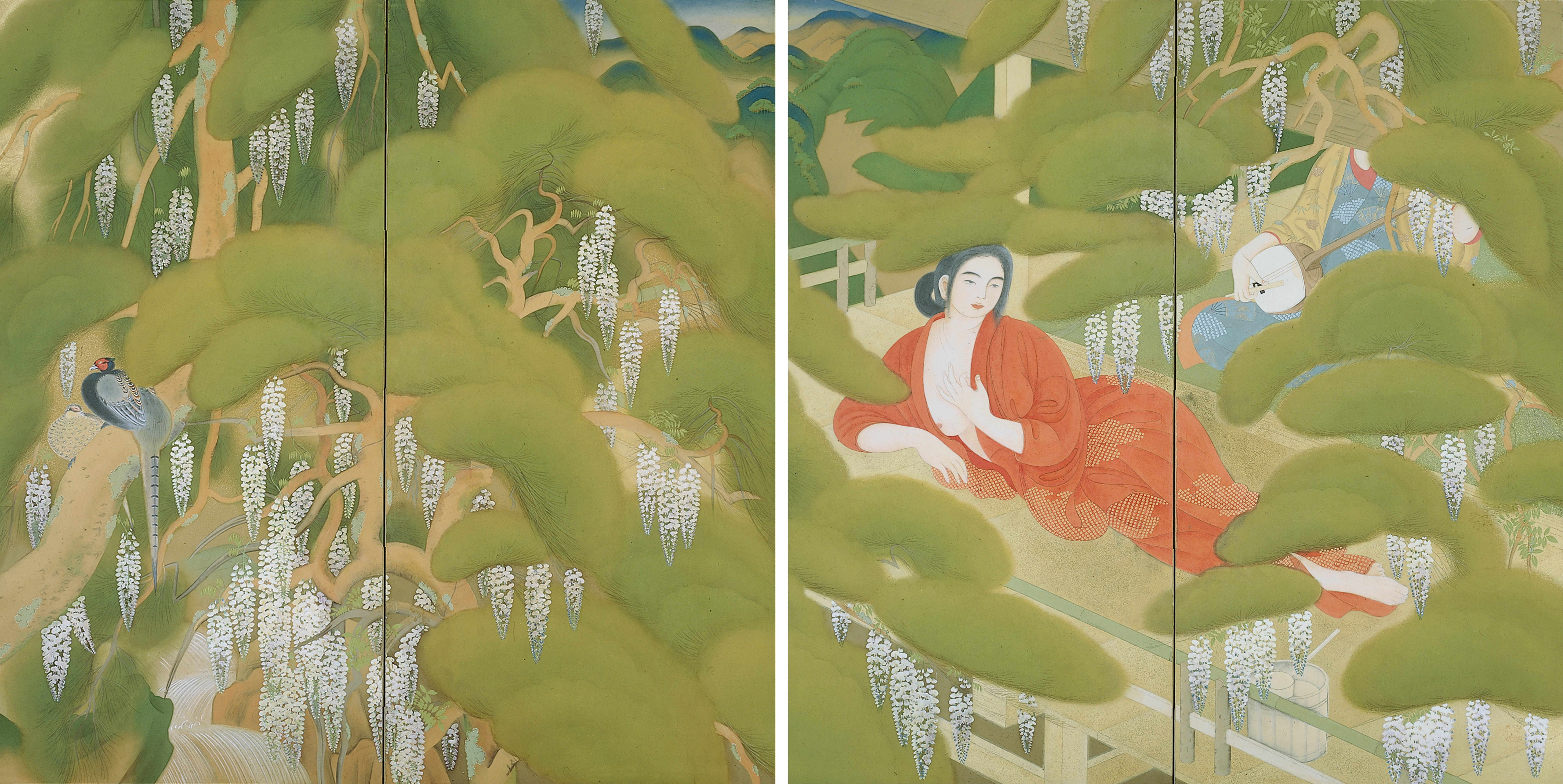
1918年，土田爆仙的《汤女》在第一届国画创作协会展上展出。

由于无法克服这种低迷状态而产生的挫败感，松园受《葵上》的启发催生创作出了《焰》。据其孙上村淳之回忆，当时长期无法作画的松园认为“若是生灵便能具象化”，遂着手创作此作。该作最初暂定标题为《生灵》（生き霊），但松园对这个名字并不十分满意。在与能乐老师金刚岩商议后，作品被改为《焰》。有推测认为，本作的背景反映了作者与竹內棲鳳、1918年逝世的恩师铃木松年（有说法称其为松园之子松篁的生父），以及被认为是京都大学学生且曾是恋人的今井令吉等人的关系，但具体细节未明。松园晚年回忆此作是其画作中“唯一凄绝之作”。

### 绘制后

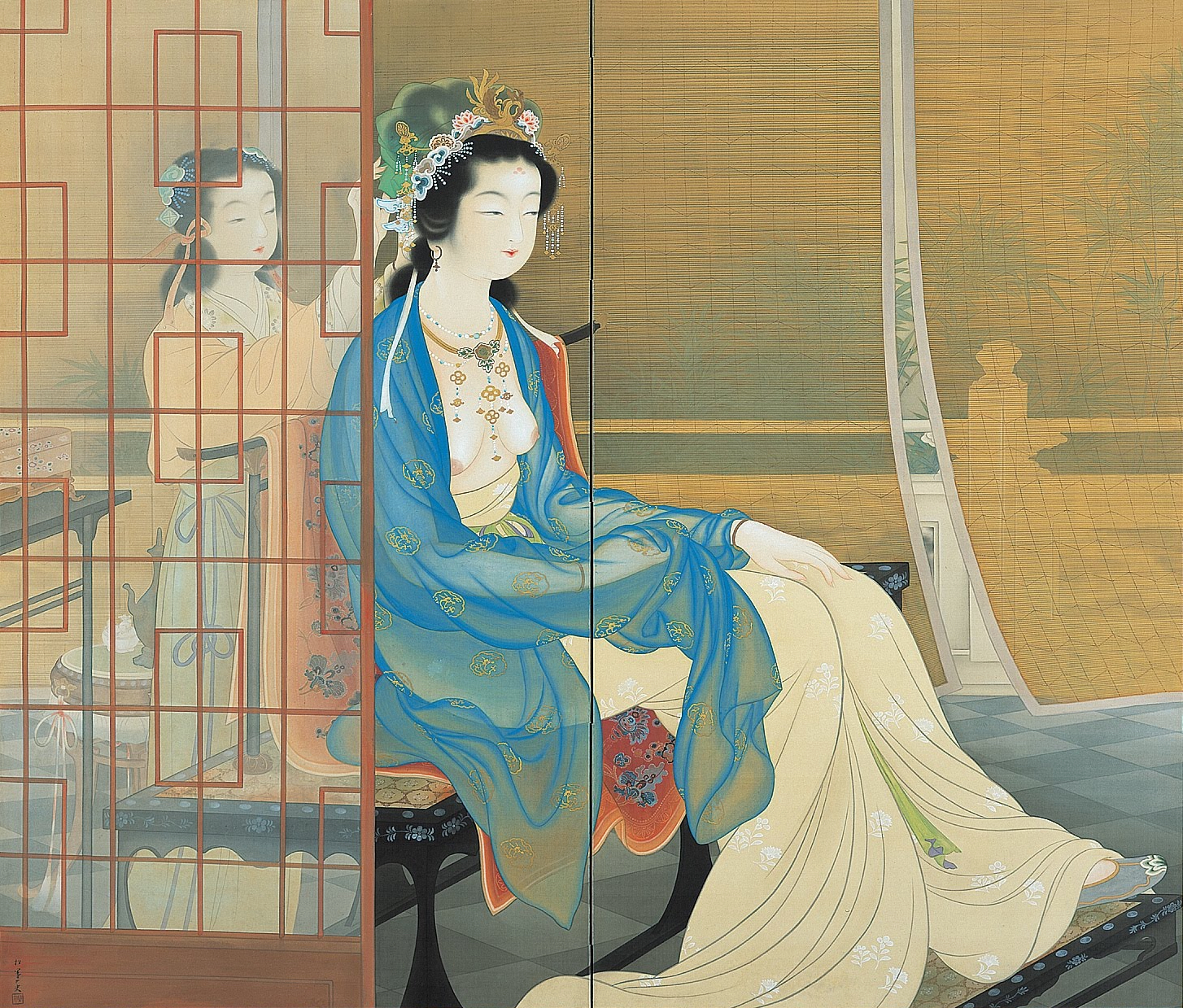
上村松园的《杨贵妃》。

此作参展第12届文部省美术展览会，被视为“松园摆脱创作低谷的转折点”，但另有观点指出：该作将幽暗情欲刻画到极致，使作者意识到美人画体裁在表现嫉妒等负面情感时的局限性，导致其无法继续沿此方向探索。此后不久，松园自称转向风格迥异的“天女”题材创作，但因她曾绘制多幅同类作品，具体所指何作尚不明确。然而松园是否仍未完全克服低迷状态仍存疑——直至四年后创作《杨贵妃》（楊貴妃）前，她未在大型展览发表新作。推测其间可能承接小幅订件创作，但具体作品多不可考。学界将松园在《焰》之后的时期视为“积蓄下一次蜕变能量的阶段”，据称完全摆脱低迷耗时近十年。自此松园开始更多描绘“含蓄内敛的女性形象”，同时因已完成对极端情感的诠释，逐渐转向更具典雅气质的女性刻画。

## 影响源

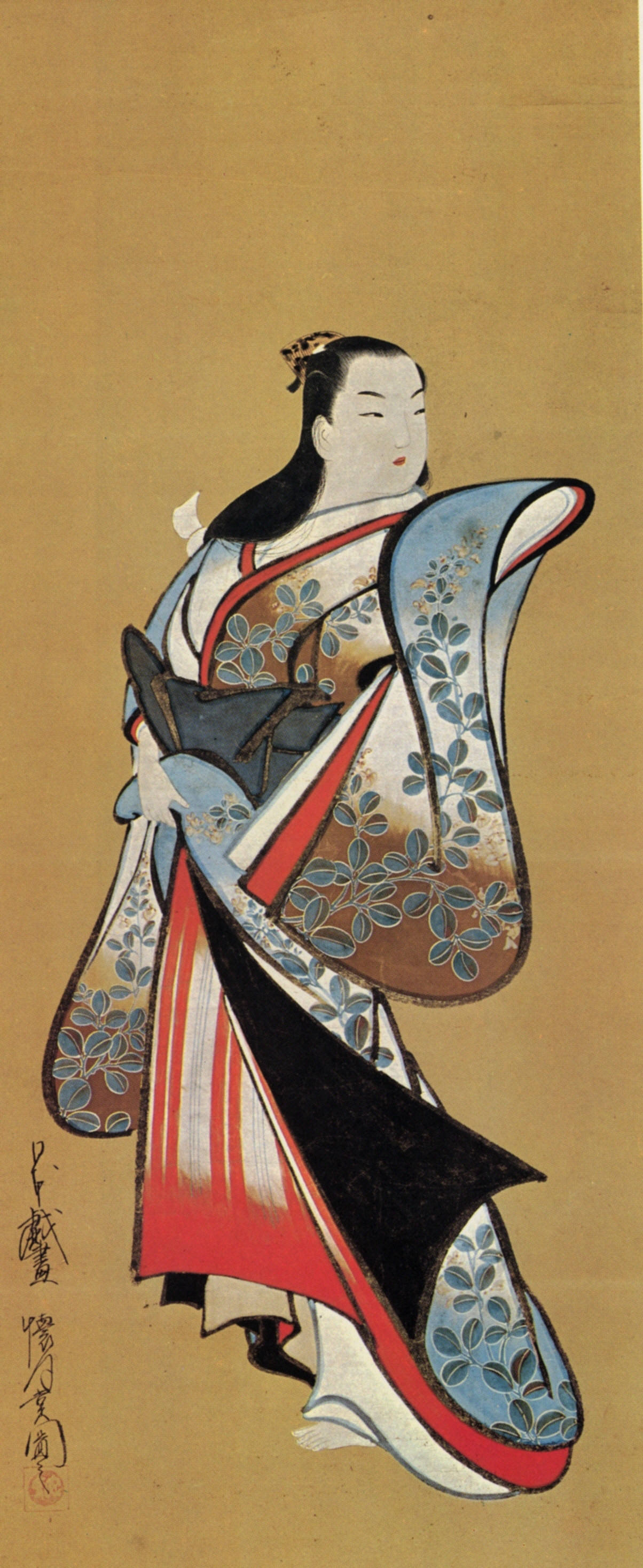
怀月堂安度《立姿美人图》。

能乐对此作影响深远。《焰》的创作灵感源自能乐谣曲《葵上》中登场的六条御息所形象，该剧改编自《源氏物语》“葵”卷。《葵上》讲述深爱光源氏的六条御息所因嫉妒其正妻葵上，最终化作生灵袭击情敌的故事。虽然画作原型确系六条御息所，但“并非直接描绘该人物，而是借女性身姿具象化嫉妒情念”，刻意淡化《源氏物语》与谣曲《葵上》的叙事元素，着力聚焦于极端情感的视觉化呈现。
松园最初从谣曲《铁轮》（鉄輪）汲取灵感，曾计划描绘丑时参拜仪式与稻草人偶等诅咒场景，但最终以《葵上》为蓝本完成创作。人物面容的刻画受到能剧面具造型艺术的直接影响。
松园在绘制这幅画时，对圆山派与四条派的幽灵题材绘画进行了系统研究。尤其可以说，该作可视为承袭圆山应举幽灵美人画艺术传统的延续。此外，研究过程中亦发现其对宽文美人图等浮世绘的研习痕迹，作品中可见怀月堂安度等画师的影响。学界认为该作继承了山口素绚、祇园井特等京都画坛非主流派系所擅长的阴郁写实风格美人画传统。

## 接受

### 对后世的影响
该作于1918年在第12届文部省美术展览会上展出。尽管此类描绘恐怖生灵的题材被认为与文展基调不甚契合，松园仍坚持参展。展出期间的反响总体较为积极。
此后，《焰》成为东京国立博物馆的馆藏。因颜料层存在剥落风险且整体损毁严重，该作于1992年进行了首次系统性修复。鉴于画作的脆弱性，鲜少外借至其他美术馆展出，相关展览中多展示高精度摹本。

### 评价
《焰》虽属松园代表作，但在其以“清丽高雅且温婉柔美的京都美人”见长的创作谱系中，此作以其妖异艳丽的主题构成显性“异数”。松园虽始终秉持清纯女性形象的理想化塑造理念，《焰》却被视为其艺术生涯中“唯一一幅捕捉理想平衡濒临崩坏的临界状态之女性形象”的孤例，具有特殊艺术史地位。
该作常与松园作为女性画家的坎坷人生轨迹相联结，存在“描绘松园自身怨念”或“彼时精神自画像”等解读。松园虽为极具创作活力的画家，但在男性主导的艺术界屡遭困境，故有观点认为“御息所的苦痛恰是松园的精神映照”。此作被评价为诞生于“近代女性无可规避的时代局限与突破创作低谷的强烈意志”，是松园对常被诟病“缺乏深度”的美人画传统的一次革新——通过精微刻画“超越嫉妒与癫狂表象的女性深层心理”，实践其独特的写实主义追求。
亦有学者指出其与早期作品《花筐》（1915年）在能乐灵感汲取及内蕴激情的女性刻画上存在承袭关系。然相较于晚年作品《草子洗小町》（草子洗小町）、《砧》（砧）等同样取材能乐之作，此作被评艺术表现尚未臻至成熟。
有观点指出画作老化可能导致观者体验发生变迁：创作之初，蜘蛛网部分因银质颜料未氧化应呈淡墨色，后随银质劣化转为深暗色调。这致使原作观赏者虽觉画面诡谲却仍感气韵高雅，而21世纪观众更易将蛛网纹样解读为妖异氛围的视觉符号。 

### 对后世的影响
1981年至次年间在《朝日新闻》连载的宫尾登美子小说《序之舞》（序の舞）以上村松园为原型创作，宫尾称其灵感来源于从朝日新闻记者处听闻《焰》的故事。《焰》在小说中亦有登场。该小说畅销后，松园画作重新引发关注，要求观赏代表作《焰》的呼声日益高涨。为此东京国立博物馆于1992年优先对此作进行修复并公开展出，其受重视程度超过年代更久远的馆藏作品。
濑户内寂听曾表示这是松园画作中最令其倾心之作，盛赞其“深刻渗透着女性陷入恋情后遭遇男子另结新欢时，人人皆会体味的嫉妒与苦楚”。
该作品在花房观音2015年的小说《鸟边野心中》中被提及。

### 复制
彦根市宗安寺藏有一幅疑似基于该作的摹本，画面“更显幽灵特质”，但作者及来历不详。画幅纵102厘米、横44厘米，略小于原作。据信是作为供养的目的而被捐赠至寺院。

## 脚注

## 期刊来源
- . 毎日新聞滋賀地方版 (毎日新聞). 1996年8月31日 （日语）.
- 高階秀爾.  . 毎日新聞東京夕刊 (毎日新聞). 2010年9月16日 （日语）.
- . 日本経済新聞朝刊 (日本経済新聞). 1999年8月29日 （日语）.
- 内山武夫.  . 日本経済新聞社. 2010: 8–9 （日语）.
- . 日本経済新聞朝刊 (日本経済新聞). 2009年3月8日 （日语）.
- . 日本経済新聞朝刊 (日本経済新聞). 2010年9月26日 （日语）.
- 宮川匡司.  . 日本経済新聞地方経済面近畿特集 (日本経済新聞). 2010年11月13日 （日语）.
- . 日本経済新聞夕刊 (日本経済新聞). 2013年4月13日 （日语）.
- 玉岡かおる.  . 玉岡かおる朝刊 (日本経済新聞). 2015年9月15日 （日语）.
- 小林健二.  . 日本経済新聞朝刊 (日本経済新聞). 2017年10月31日 （日语）.
- . 日本経済新聞朝刊 (日本経済新聞). 2020年4月30日 （日语）.
- . 朝日新聞夕刊1面 (朝日新聞). 2021年7月27日 （日语）.
- . 読売新聞東京朝刊 (読売新聞). 1993年1月31日 （日语）.
- . 読売新聞東京朝刊2部 (読売新聞). 1996年4月14日 （日语）.
- . 読売新聞東京朝刊2部 (読売新聞). 2002年10月20日 （日语）.
- . 読売新聞大阪夕刊 (読売新聞). 2009年4月14日 （日语）.
- . 読売新聞大阪朝刊 (読売新聞). 2009年10月8日 （日语）.
- . 大阪朝刊 (読売新聞). 2009年11月11日 （日语）.
- . 読売新聞大阪夕刊 (読売新聞). 2010年12月2日 （日语）.
- . 読売新聞大阪夕刊 (読売新聞). 2014年4月10日 （日语）.
- . 読売新聞大阪朝刊 (読売新聞). 2017年6月21日 （日语）.
- 近藤市太郎.  . Museum. 1954, 40: 9-10 （日语）.
- 木村重圭.  . 三彩. 1976, 352: 27-35 （日语）.
- 中野慎之.  . 近代画説. 2018, 27: 32–53 （日语）.
- 𠮷村佳子.  . 服飾美学. 2009, 48 （日语）.
- 伊藤たまき.  . 芸術学研究. 2003, 7: 214-205 （日语）.
- 児嶋薫.  . 実践女子大学文学部紀要. 2020, 62: 1–15. ISSN 2759-7083 （日语）.